# 지마도

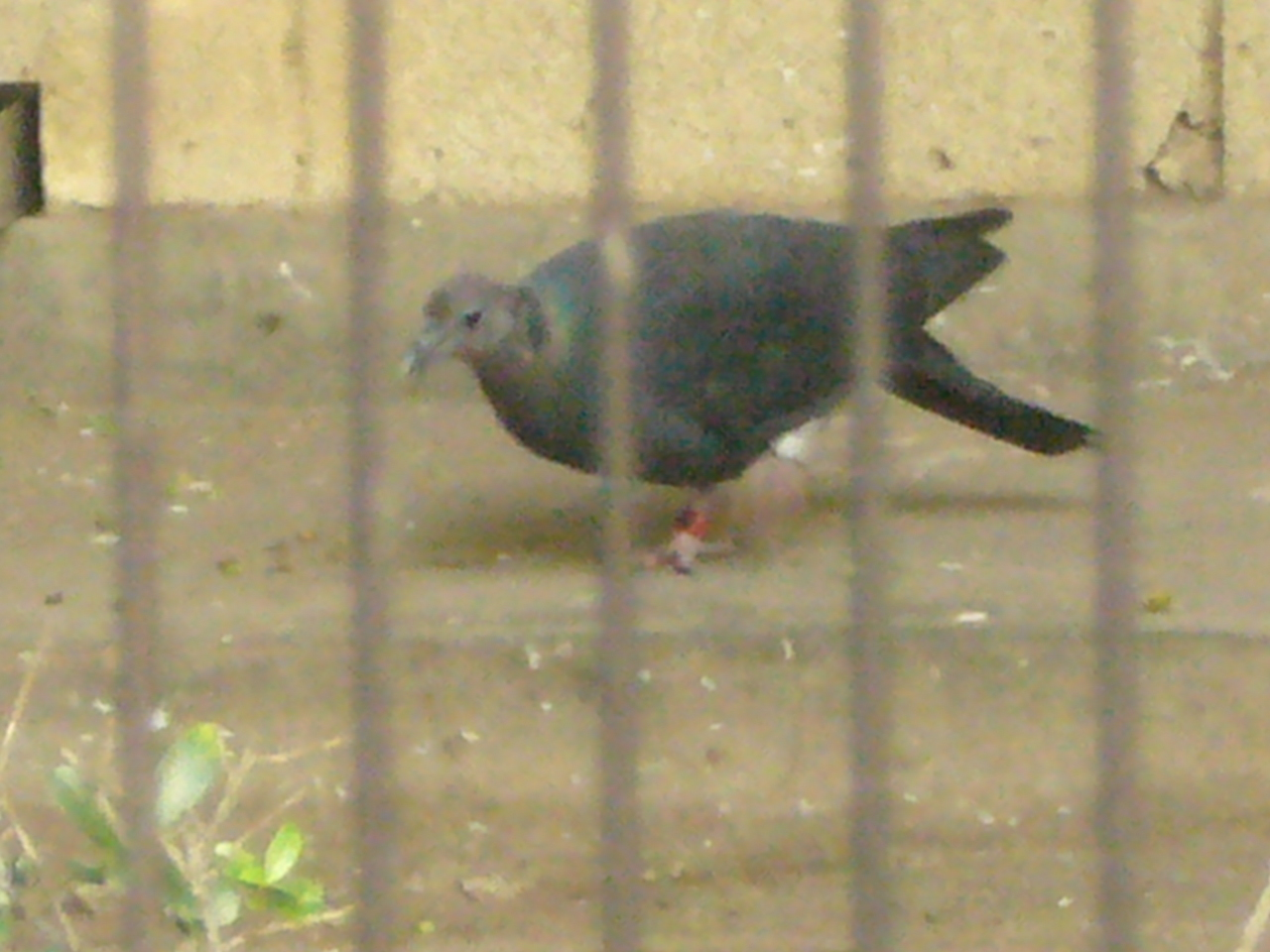
흑비둘기

지마도(池馬島)는 전라남도 여수시 삼산면 손죽리에 있는 섬이다. 2011년 7월 13일 환경부장관이 특정도서로 지정·고시하였다.

## 자연 환경
천연기념물인 흑비둘기가 서식하고 있는 지마도는 화강암이 풍화되어 생성된 토르(탑바위), 암맥, 해식애가 동백나무-까마귀쪽나무 군락과 어우러져 아름다운 경관을 연출한다. 아울러 다양한 해양무척추동물이 분포하고 남서해안의 대표적인 해조류 식생군락이 잘 보존되어 있다. 토도에는 한국 특산종인 모밀잣밤나무가 군락으로 분포하고 있으며, 파도에 의해 생성된 파식대, 해식애, 육계사주와 같은 해안 지형이 발달하여 보존가치가 큰 것으로 나타났다.

## 특정도서
지마도는 해식애, 토르, 암맥 등 해안 지형경관이 발달하고, 다양한 상록활엽수가 분포하며, 특정식물 Ⅴ등급종인 자리공, Ⅳ등급종인 섬딸기, Ⅲ등급종인 멀꿀 등이 분포하고, 한국 특산식물인 맥도딸기가 분포하며, 천연기념물인 흑비둘기가 서식하고 있어 독도 등 도서지역의 생태계보전에 관한 특별법에 의거 특정도서로 지정되었다.
- 지정일자 : 2011년 7월 13일
- 지정번호 : 제173호
- 면적 : 37,686m2
- 지번 : 전라남도 여수시 삼산면 손죽리 산1760